# Beugnatre Communal Cemetery
Beugnatre Communal Cemetery is een begraafplaats gelegen in de Franse plaats Beugnatre (Pas-de-Calais). De militaire graven worden onderhouden door de Commonwealth War Graves Commission.
De begraafplaats telt 10 geïdentificeerde Gemenebest graven uit de Eerste Wereldoorlog.